# Pardodes flavimaculata
Pardodes flavimaculata là một loài bướm đêm trong họ Geometridae.